# Список національних парків Пакистану
Національні парки Пакистану створені для захисту і збереження визначних пейзажів і дикої природи в природному стані. Захист і охорона довкілля в Пакистані була вперше включена до Конституції 1973 року, проте Постанова про охорону довкілля була прийнята тільки в 1983 році. Відповідно до законодавства «Сучасних охоронюваних територій», національні парки можуть використовуватися для наукових досліджень, освіти та відпочинку. У них забороняється будівництво доріг і будинків відпочинку, очищення землі для сільськогосподарських потреб, забруднення води, використання вогнепальної зброї, знищення диких тварин. Адмініструванням парків займаються такі державні відомства: Міністерство з охорони довкілля і Управління з біорізноманіття.
Станом на 2010 рік у Пакистані налічується 25 національних парків, 19 з них знаходяться під контролем держави, а інші знаходяться в приватних руках. Найстаріший національний парк Лал Суханра в районі Бахавалпура, був створений в 1972 році. Це єдиний національний парк, який існував і до оголошення незалежності країни, крім того, це єдиний біосферний заповідник Пакистану. Останній з парків, Кала Чітта, був створений у 2009 році. Центральний Каракорум у Гілгіт-Балтістані є найбільшим національним парком країни, охоплюючи територію загальною площею близько 1 390 100 гектарів. Найменший національний парк — Айюб, загальною площею близько 931 гектарів.
У список включені національні парки за даними міністерства з охорони довкілля Пакистану, впорядковані за алфавітом.
Парки мають різну категорію МСОП, деякі парки не мають категорії, низки парків немає в базі даних особливо-охоронюваних природних територій. Дана інформація зазначається в останньому стовпці таблиці разом з посиланням на парк у базі даних. Площа парків наведена за джерелами, пов'язаним з міністерством, і може відрізнятися від площі в базі даних МСОП.

## Національні парки
| #  | Назва                                   | Рік заснування | Площа (га) | Район                     | Провінція        | Зображення           | Координати                                                              | МСОП                                               |
| -- | --------------------------------------- | -------------- | ---------- | ------------------------- | ---------------- | -------------------- | ----------------------------------------------------------------------- | -------------------------------------------------- |
| 1  | Аюб                                     | —              | 931        | Равалпінді                | Пенджаб          |                      | 33°34′00″ пн. ш. 73°30′00″ сх. д. / 33.566700° пн. ш. 73.499998° сх. д. | V [Архівовано 9 травня 2012 у Wayback Machine.]    |
| 2  | Айюбія                                  | 1984           | 3312       | Абботтабад                | Хайбер-Пахтунхва |                      | 33°51′55″ пн. ш. 73°08′20″ сх. д. / 33.865231° пн. ш. 73.138768° сх. д. | V [Архівовано 9 травня 2012 у Wayback Machine.]    |
| 3  | Гамот                                   | 2004           | 27271      | Нілум                     | Азад Кашмір      |                      | 35°00′25″ пн. ш. 74°12′01″ сх. д. / 35.006943° пн. ш. 74.200287° сх. д. | нема[недоступне посилання]                         |
| 4  | Гурез                                   | 2009           | 52815      | Нілум                     | Азад Кашмір      |                      | 34°43′53″ пн. ш. 74°47′12″ сх. д. / 34.731456° пн. ш. 74.786682° сх. д. | н/д                                                |
| 5  | Дева Ватала                             | 2009           | 2993       | Бхімбер                   | Азад Кашмір      |                      | 32°53′33″ пн. ш. 74°18′11″ сх. д. / 32.892583° пн. ш. 74.303172° сх. д. | н/д                                                |
| 6  | Деосай                                  | 1993           | 358400     | Скарду                    | Гілгіт-Балтистан |                      | 34°58′21″ пн. ш. 75°23′47″ сх. д. / 34.972626° пн. ш. 75.396423° сх. д. | нема[недоступне посилання]                         |
| 7  | Друн Dhrun                              | 1988           | 167700     | Аваран та Ласбела         | Белуджистан      |                      | 25°41′25″ пн. ш. 66°12′15″ сх. д. / 25.690405° пн. ш. 66.204289° сх. д. | нема [Архівовано 9 травня 2012 у Wayback Machine.] |
| 8  | К2 K2                                   | —              | 233468     | Гілгіт                    | Гілгіт-Балтистан |                      | 35°47′17″ пн. ш. 76°10′58″ сх. д. / 35.788171° пн. ш. 76.182888° сх. д. | нема [Архівовано 9 травня 2012 у Wayback Machine.] |
| 9  | Кала Чітта                              | 2009           | —          | Атток                     | Пенджаб          |                      | 33°38′34″ пн. ш. 72°24′03″ сх. д. / 33.642685° пн. ш. 72.400824° сх. д. | нема[недоступне посилання]                         |
| 10 | Кіртхар                                 | 1974           | 308733     | Даду                      | Сінд             |                      | 25°39′29″ пн. ш. 67°32′56″ сх. д. / 25.658107° пн. ш. 67.548975° сх. д. | II [Архівовано 23 жовтня 2010 у Wayback Machine.]  |
| 11 | Лал Суханра                             | 1972           | 87426      | Бахавалпур                | Пенджаб          |                      | 29°23′51″ пн. ш. 72°01′33″ сх. д. / 29.397409° пн. ш. 72.025811° сх. д. | V [Архівовано 9 травня 2012 у Wayback Machine.]    |
| 12 | Лулусар-Дудіпатсар                      | 2003           | 30375      | Маншехра                  | Хайбер-Пахтунхва | Файл:Lulusarlake.jpg | 35°05′27″ пн. ш. 73°55′47″ сх. д. / 35.090698° пн. ш. 73.929749° сх. д. | н/д                                                |
| 13 | Марджалла Гіллс Margalla Hills          | 1980           | 17386      | Равалпінді                | Пенджаб          |                      | 33°45′16″ пн. ш. 72°57′23″ сх. д. / 33.754317° пн. ш. 72.956429° сх. д. | V [Архівовано 9 травня 2012 у Wayback Machine.]    |
| 14 | Мачіяра Machiara                        | 1996           | 13532      | Музаффарабад              | Азад Кашмір      |                      | 34°30′24″ пн. ш. 73°33′55″ сх. д. / 34.506557° пн. ш. 73.565140° сх. д. | нема[недоступне посилання]                         |
| 15 | Пір Ласура Pir Lasura                   | 2005           | 5625       | Котлі                     | Азад Кашмір      |                      | 33°38′21″ пн. ш. 73°50′48″ сх. д. / 33.639204° пн. ш. 73.846664° сх. д. | н/д                                                |
| 16 | Сайфул Мулук Saiful Muluk               | 2003           | 4867       | Маншехра                  | Хайбер-Пахтунхва |                      | 34°52′51″ пн. ш. 73°41′54″ сх. д. / 34.880862° пн. ш. 73.698349° сх. д. | н/д                                                |
| 17 | Толі Пір Toli Pir                       | 2005           | 5045       | Пунч                      | Азад Кашмір      |                      | 34°07′15″ пн. ш. 73°37′59″ сх. д. / 34.12090° пн. ш. 73.633118° сх. д.  | н/д                                                |
| 18 | Хазарганджі-Чілтан Hazarganji-Chiltan   | 1980           | 15555      | Кветта                    | Белуджистан      |                      | 30°17′09″ пн. ш. 67°12′08″ сх. д. / 30.285695° пн. ш. 67.202298° сх. д. | V [Архівовано 9 травня 2012 у Wayback Machine.]    |
| 19 | Хангол Hingol                           | 1988           | 165004     | Аваран, Гвадар та Ласбела | Белуджистан      |                      | 25°31′34″ пн. ш. 65°05′10″ сх. д. / 25.526246° пн. ш. 65.085996° сх. д. | II [Архівовано 9 травня 2012 у Wayback Machine.]   |
| 20 | Ханжераб Khunjerab                      | 1975           | 226913     | Гілгіт                    | Гілгіт-Балтистан |                      | 36°30′03″ пн. ш. 75°38′37″ сх. д. / 36.500805° пн. ш. 75.643616° сх. д. | II [Архівовано 9 травня 2012 у Wayback Machine.]   |
| 21 | Центральний Каракорум Central Karakoram | 1993           | 1390100    | Гілгіт та Скарду          | Гілгіт-Балтистан |                      | 36°53′52″ пн. ш. 75°05′37″ сх. д. / 36.897708° пн. ш. 75.093545° сх. д. | нема [Архівовано 9 травня 2012 у Wayback Machine.] |
| 22 | Чінджі Chinji                           | 1987           | 6095       | Шаквал                    | Пенджаб          |                      | 33°00′37″ пн. ш. 72°29′31″ сх. д. / 33.010242° пн. ш. 72.491940° сх. д. | II [Архівовано 9 травня 2012 у Wayback Machine.]   |
| 23 | Чітрал Chitral                          | 1984           | 7750       | Чітрал                    | Хайбер-Пахтунхва |                      | 35°55′59″ пн. ш. 71°40′14″ сх. д. / 35.933082° пн. ш. 71.670693° сх. д. | II [Архівовано 9 травня 2012 у Wayback Machine.]   |
| 24 | Шандур-Хундруп                          | 1993           | 164000     | Гізер                     | Гілгіт-Балтистан |                      | 36°00′23″ пн. ш. 72°37′01″ сх. д. / 36.006340° пн. ш. 72.616882° сх. д. | нема [Архівовано 9 травня 2012 у Wayback Machine.] |
| 25 | Шейх Буддін Sheikh Buddin               | 1993           | 15540      | Дера Ісмаїл Хан           | Хайбер-Пахтунхва |                      | 32°22′56″ пн. ш. 70°56′59″ сх. д. / 32.382281° пн. ш. 70.949707° сх. д. | IV[недоступне посилання]                           |

## Виноски
1. ↑  Офіційною мовою Пакистану є Англійська мова. Наведено написання парків на цій мові.